# ネガソ・ギダダ

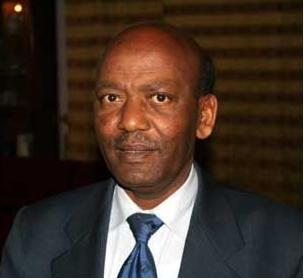
ネガソ・ギダダ

ネガソ・ギダダ（アムハラ語: ነጋሶ ጊዳዳ, ラテン文字転写: Negasso Gidada, 1943年9月8日 - 2019年4月27日）は、エチオピアの政治家でエチオピア連邦民主共和国の初代大統領。
メンギスツ政権を倒したメレス・ゼナウィ暫定政権でエチオピア人民革命民主戦線(EPRDF)内の最大会派オロモ人民民主機構(OPDO)に所属として情報相を務め、1995年8月22日よりエチオピア連邦民主共和国初代大統領に就任。2001年10月8日まで大統領職にあり、同日をもってギルマ・ウォルドギオルギスが職責を引き継いだ。
2019年4月27日、治療を受けていたドイツで75歳で死去。